# Xavier Albó
Xavier Albó Corrons (La Garriga, 4 de noviembre de 1934-Cochabamba, 20 de enero de 2023) fue un sacerdote jesuita, lingüista, investigador y antropólogo español, afincado en Bolivia, especialista en el estudio de naciones y pueblos indígenas y poblaciones rurales bolivianas.

## Biografía
Nació en la localidad española de La Garriga, en Cataluña, en una familia de cinco hermanos, entre ellos la escritora Nuria Albó. Fue hijo de Assumpta Corrons.
Se unió la Compañía de Jesús en 1951. y en 1952 se trasladó a Bolivia, para luego adoptar la nacionalidad boliviana. 
Estudió Teología en la Facultad Borja en Barcelona y en la Universidad Loyola Chicago. Fue doctor en Filosofía por la Pontificia Universidad Católica del Ecuador y doctor en Lingüística Antropológica por la Universidad Cornell, Nueva York. 
En Bolivia, Albó cofundó el Centro de Investigación y Promoción del Campesinado, CIPCA en 1971,  y trabajó como su primer director durante 1976. Asimismo, participó junto a Luis Espinal, Domitila Barrios Chungara, y mujeres mineras, en la huelga que dio fin a la dictadura militar de Hugo Banzer, evento que desembocó en la convocatoria a elecciones en 1978.
Entre 1989 a 1992 fue miembro de la Comisión de Redacción de la Nueva Historia de América Latina de la UNESCO.

## Obra literaria
Estableció una relación de mucha proximidad con los grupos con los que trabajó. Su obra alcanza un centenar de publicaciones, recogidas en cuatro tomos denominados Xavier Albó Obras Selectas, cuyos dos primeros tomos fueron publicados en 2016.
- La cara india y campesina de nuestra historia (1990) (coautor con Josep Barnadas , esta obra forma parte de la Biblioteca del Bicentenario de Bolivia)[9]
- Un curioso incorregible (2017)[10]

## Distinciones
- Premio de la Hiroshima Foundation for Peace and Culture, Estocolmo (1998)
- Premio Internacional Linguapax[11] (2015)
- Doctor honoris causa de la Universidad Mayor de San Andrés[12] (2016)
- Orden del Cóndor de los Andes, Grado Caballero[13][14] (2016)